# Sant Joan de les Anoves
Sant Joan de les Anoves és una obra del municipi d'Oliana (Alt Urgell) inclosa en l'Inventari del Patrimoni Arquitectònic de Catalunya.

## Descripció
Es tracta d'un edifici d'una sola nau coberta amb volta de canó. El sostre és a dues aigües cobert amb teula àrab. És una construcció petita i sense massa ornaments.
La porta d'accés és un arc de mig punt que se situa a la façana oest. A sobre seu hi ha un petit òcul i un campanar d'espadanya d'un sol ull. Tot l'exterior està arrebossat.
L'església, que ha sofert moltes remodelacions, fou allargada pel sector de llevant desapareixent així l'anterior absis.

## Història
El lloc de les Anoves és documentat des de 972. Tradicionalment havia estat sufragània de Santa Eulàlia de les Anoves.